# Martin Fourcade
Martin Fourcade, född 14 september 1988 i Céret, är en fransk före detta skidskytt. Hans äldre bror Simon Fourcade var också aktiv skidskytt i det franska landslaget.
Fourcade har vunnit i världscupen 81 gånger. Den första segern tog han 14 mars 2010 i Kontiolax. Fourcade är idrottssoldat med förste sergeants grad vid den franska armén (École militaire de haute montagne) och arbetar heltid som skidskytt.
Den 13 mars 2020 meddelade han att han avslutar karriären efter säsongen 2019–2020.

## OS och VM
Fourcade deltog i olympiska vinterspelen 2010 och tog silver på masstart. Han tog även guld vid VM i Chanty-Mansijsk 2011 på jaktstart.
Under VM i Ruhpolding 2012 vann han sitt andra VM-guld i karriären i sprintloppet. Dagen därpå vann han även jaktstarten och därmed försvarade han sitt guld från Chanty-Mansijsk. Några dagar senare vann han silver i stafetten. På den avslutande masstarten tog han sitt tredje VM-guld i mästerskapet och blev därmed solklar VM-kung. Veckan efter, under världscupavslutningen i Chanty-Mansijsk, vann han först sprinten och därefter jaktstarten och säkrade därmed den totala världscupen den säsongen.
Vid olympiska vinterspelen 2014 i Sotji vann han guld i jaktstarten. Han startade tolv sekunder efter norrmannen Ole Einar Bjørndalen. Han vann även guld i distansloppet. Han vann också en silvermedalj i masstarten.

## Världscupen
Säsongen 2012/2013 blev väldigt framgångsrik för Fourcade. Han började med att vinna två av tre lopp i Östersund, sen höll han en jämn nivå med många segrar och pallplatser fram till VM i Nove Mesto 2013. Där började han med att ta silver på de tre inledande distanserna. På den fjärde distansen blev det guld och i stafetten tog han ännu ett silver. Efter världsmästerskapet vann Fourcade fem av åtta lopp och han var på pallen i samtliga åtta lopp vilket gjorde att han vann den totala världscupen överlägset, han vann även alla individuella delcuper: sprintcupen, jaktstartscupen, masstartscupen och distanscupen. I och med sin enorma bredd blev han den första någonsin att ha den gula ledarvästen på sig i samtliga tävlingar under säsongen.
Fourcade har vunnit den totala världscupen sju gånger i rad: 2011/2012,  2012/2013, 2013/2014, 2014/2015, 2015/2016, 2016/2017 och 2017/2018. Detta är fler än någon annan.

## Världscupsegrar
Not: VM-tävlingar ingår också i världscupen

### Individuellt (74 st)
| NR | Säsong                                      | Datum            | Plats              | Land             | Disciplin      |
| -- | ------------------------------------------- | ---------------- | ------------------ | ---------------- | -------------- |
| 1  | 2009–10 3 vinster (1 Sp, 2 JS)              | 14 mars 2010     | Kontiolax          | Finland          | Jaktstart      |
| 2  | 2009–10 3 vinster (1 Sp, 2 JS)              | 18 mars 2010     | Holmenkollen       | Norge            | Sprint         |
| 3  | 2009–10 3 vinster (1 Sp, 2 JS)              | 20 mars 2010     | Holmenkollen       | Norge            | Jaktstart      |
| 4  | 2010–11 3 vinster (1 JS, 2 MS)              | 22 januari 2011  | Antholz            | Italien          | Masstart       |
| 5  | 2010–11 3 vinster (1 JS, 2 MS)              | 13 februari 2011 | Fort Kent          | USA              | Masstart       |
| 6  | 2010–11 3 vinster (1 JS, 2 MS)              | 6 mars 2011      | Chanty-Mansijsk    | Ryssland         | Jaktstart (VM) |
| 7  | 2011–12 8 vinster (1 Di, 3 Sp, 3 JS, 1 MS)  | 30 november 2011 | Östersund          | Sverige          | Distans        |
| 8  | 2011–12 8 vinster (1 Di, 3 Sp, 3 JS, 1 MS)  | 4 december 2011  | Östersund          | Sverige          | Jaktstart      |
| 9  | 2011–12 8 vinster (1 Di, 3 Sp, 3 JS, 1 MS)  | 11 februari 2012 | Kontiolax          | Finland          | Sprint         |
| 10 | 2011–12 8 vinster (1 Di, 3 Sp, 3 JS, 1 MS)  | 3 mars 2012      | Ruhpolding         | Tyskland         | Sprint (VM)    |
| 11 | 2011–12 8 vinster (1 Di, 3 Sp, 3 JS, 1 MS)  | 4 mars 2012      | Ruhpolding         | Tyskland         | Jaktstart (VM) |
| 12 | 2011–12 8 vinster (1 Di, 3 Sp, 3 JS, 1 MS)  | 11 mars 2012     | Ruhpolding         | Tyskland         | Masstart (VM)  |
| 13 | 2011–12 8 vinster (1 Di, 3 Sp, 3 JS, 1 MS)  | 16 mars 2012     | Chanty-Mansijsk    | Ryssland         | Sprint         |
| 14 | 2011–12 8 vinster (1 Di, 3 Sp, 3 JS, 1 MS)  | 17 mars 2012     | Chanty-Mansijsk    | Ryssland         | Jaktstart      |
| 15 | 2012–13 10 vinster (3 Di, 3 Sp, 2 JS, 2 MS) | 28 november 2012 | Östersund          | Sverige          | Distans        |
| 16 | 2012–13 10 vinster (3 Di, 3 Sp, 2 JS, 2 MS) | 2 december 2012  | Östersund          | Sverige          | Jaktstart      |
| 17 | 2012–13 10 vinster (3 Di, 3 Sp, 2 JS, 2 MS) | 12 januari 2013  | Ruhpolding         | Tyskland         | Sprint         |
| 18 | 2012–13 10 vinster (3 Di, 3 Sp, 2 JS, 2 MS) | 13 januari 2013  | Ruhpolding         | Tyskland         | Masstart       |
| 19 | 2012–13 10 vinster (3 Di, 3 Sp, 2 JS, 2 MS) | 14 februari 2013 | Nove Mesto         | Tjeckien         | Distans (VM)   |
| 20 | 2012–13 10 vinster (3 Di, 3 Sp, 2 JS, 2 MS) | 2 mars 2013      | Holmenkollen       | Norge            | Jaktstart      |
| 21 | 2012–13 10 vinster (3 Di, 3 Sp, 2 JS, 2 MS) | 7 mars 2013      | Sotji              | Ryssland         | Distans        |
| 22 | 2012–13 10 vinster (3 Di, 3 Sp, 2 JS, 2 MS) | 9 mars 2013      | Sotji              | Ryssland         | Sprint         |
| 23 | 2012–13 10 vinster (3 Di, 3 Sp, 2 JS, 2 MS) | 15 mars 2013     | Chanty-Mansijsk    | Ryssland         | Sprint         |
| 24 | 2012–13 10 vinster (3 Di, 3 Sp, 2 JS, 2 MS) | 17 mars 2013     | Chanty-Mansijsk    | Ryssland         | Masstart       |
| 25 | 2013–14 7 vinster (2 Di, 1 Sp, 2 JS, 2 MS)  | 28 november 2013 | Östersund          | Sverige          | Distans        |
| 26 | 2013–14 7 vinster (2 Di, 1 Sp, 2 JS, 2 MS)  | 30 november 2013 | Östersund          | Sverige          | Sprint         |
| 27 | 2013–14 7 vinster (2 Di, 1 Sp, 2 JS, 2 MS)  | 8 december 2013  | Hochfilzen         | Österrike        | Jaktstart      |
| 28 | 2013–14 7 vinster (2 Di, 1 Sp, 2 JS, 2 MS)  | 5 januari 2014   | Oberhof            | Tyskland         | Masstart       |
| 29 | 2013–14 7 vinster (2 Di, 1 Sp, 2 JS, 2 MS)  | 10 February 2014 | Sochi              | Ryssland         | Jaktstart (OS) |
| 30 | 2013–14 7 vinster (2 Di, 1 Sp, 2 JS, 2 MS)  | 13 February 2014 | Sochi              | Ryssland         | Distans (OS)   |
| 31 | 2013–14 7 vinster (2 Di, 1 Sp, 2 JS, 2 MS)  | 23 mars 2014     | Holmenkollen       | Norge            | Masstart       |
| 32 | 2014–15 8 vinster (2 Di, 3 Sp, 2 JS, 1 MS)  | 6 december 2014  | Östersund          | Sverige          | Sprint         |
| 33 | 2014–15 8 vinster (2 Di, 3 Sp, 2 JS, 1 MS)  | 7 december 2014  | Östersund          | Sverige          | Jaktstart      |
| 34 | 2014–15 8 vinster (2 Di, 3 Sp, 2 JS, 1 MS)  | 14 december 2014 | Hochfilzen         | Österrike        | Jaktstart      |
| 35 | 2014–15 8 vinster (2 Di, 3 Sp, 2 JS, 1 MS)  | 10 januari 2015  | Oberhof            | Tyskland         | Sprint         |
| 36 | 2014–15 8 vinster (2 Di, 3 Sp, 2 JS, 1 MS)  | 11 januari 2015  | Oberhof            | Tyskland         | Masstart       |
| 37 | 2014–15 8 vinster (2 Di, 3 Sp, 2 JS, 1 MS)  | 12 februari 2015 | Holmenkollen       | Norge            | Sprint         |
| 38 | 2014–15 8 vinster (2 Di, 3 Sp, 2 JS, 1 MS)  | 12 mars 2015     | Kontiolax          | Finland          | Distans (VM)   |
| 39 | 2014–15 8 vinster (2 Di, 3 Sp, 2 JS, 1 MS)  | 19 mars 2015     | Khanty-Mansiysk    | Ryssland         | Sprint         |
| 40 | 2015–16 10 vinster (2 Di, 3 Sp, 4 JS, 1 MS) | 5 december 2015  | Östersund          | Sverige          | Sprint         |
| 41 | 2015–16 10 vinster (2 Di, 3 Sp, 4 JS, 1 MS) | 6 december 2015  | Östersund          | Sverige          | Jaktstart      |
| 42 | 2015–16 10 vinster (2 Di, 3 Sp, 4 JS, 1 MS) | 12 december 2015 | Hochfilzen         | Österrike        | Jaktstart      |
| 43 | 2015–16 10 vinster (2 Di, 3 Sp, 4 JS, 1 MS) | 10 januari 2016  | Ruhpolding         | Tyskland         | Masstart       |
| 44 | 2015–16 10 vinster (2 Di, 3 Sp, 4 JS, 1 MS) | 13 januari 2016  | Ruhpolding         | Tyskland         | Distans        |
| 45 | 2015–16 10 vinster (2 Di, 3 Sp, 4 JS, 1 MS) | 4 februari 2016  | Canmore            | Kanada           | Sprint         |
| 46 | 2015–16 10 vinster (2 Di, 3 Sp, 4 JS, 1 MS) | 12 februari 2016 | Presque Isle       | USA              | Jaktstart      |
| 47 | 2015–16 10 vinster (2 Di, 3 Sp, 4 JS, 1 MS) | 5 mars 2016      | Holmenkollen       | Norge            | Sprint (VM)    |
| 48 | 2015–16 10 vinster (2 Di, 3 Sp, 4 JS, 1 MS) | 6 mars 2016      | Holmenkollen       | Norge            | Jaktstart (VM) |
| 49 | 2015–16 10 vinster (2 Di, 3 Sp, 4 JS, 1 MS) | 10 mars 2016     | Holmenkollen       | Norge            | Distans (VM)   |
| 50 | 2016–17 14 vinster (1 Di, 5 Sp, 6 JS, 2 MS) | 1 december 2016  | Östersund          | Sverige          | Distans        |
| 51 | 2016–17 14 vinster (1 Di, 5 Sp, 6 JS, 2 MS) | 3 december 2016  | Östersund          | Sverige          | Sprint         |
| 52 | 2016–17 14 vinster (1 Di, 5 Sp, 6 JS, 2 MS) | 9 december 2016  | Pokljuka           | Slovenien        | Sprint         |
| 53 | 2016–17 14 vinster (1 Di, 5 Sp, 6 JS, 2 MS) | 10 december 2016 | Pokljuka           | Slovenien        | Jaktstart      |
| 54 | 2016–17 14 vinster (1 Di, 5 Sp, 6 JS, 2 MS) | 15 december 2016 | Nove Mesto         | Tjeckien         | Sprint         |
| 55 | 2016–17 14 vinster (1 Di, 5 Sp, 6 JS, 2 MS) | 17 december 2016 | Nove Mesto         | Tjeckien         | Jaktstart      |
| 56 | 2016–17 14 vinster (1 Di, 5 Sp, 6 JS, 2 MS) | 18 december 2016 | Nove Mesto         | Tjeckien         | Masstart       |
| 57 | 2016–17 14 vinster (1 Di, 5 Sp, 6 JS, 2 MS) | 7 January 2017   | Oberhof            | Tyskland         | Jaktstart      |
| 58 | 2016–17 14 vinster (1 Di, 5 Sp, 6 JS, 2 MS) | 13 January 2017  | Ruhpolding         | Tyskland         | Sprint         |
| 59 | 2016–17 14 vinster (1 Di, 5 Sp, 6 JS, 2 MS) | 15 January 2017  | Ruhpolding         | Tyskland         | Jaktstart      |
| 60 | 2016–17 14 vinster (1 Di, 5 Sp, 6 JS, 2 MS) | 12 February 2017 | Hochfilzen         | Österrike        | Jaktstart (VM) |
| 61 | 2016–17 14 vinster (1 Di, 5 Sp, 6 JS, 2 MS) | 4 March 2017     | Pyeongchang        | Sydkorea         | Jaktstart (OS) |
| 62 | 2016–17 14 vinster (1 Di, 5 Sp, 6 JS, 2 MS) | 10 March 2017    | Kontiolahti        | Finland          | Sprint (OS)    |
| 63 | 2016–17 14 vinster (1 Di, 5 Sp, 6 JS, 2 MS) | 19 March 2017    | Holmenkollen       | Norge            | Masstart       |
| 64 | 2017–18 11 vinster (1 Di, 2 Sp, 5 JS, 3 MS) | 3 december 2017  | Östersund          | Sverige          | Jaktstart      |
| 65 | 2017–18 11 vinster (1 Di, 2 Sp, 5 JS, 3 MS) | 17 december 2017 | Annecy             | 15 km mass start | Masstart       |
| 66 | 2017–18 11 vinster (1 Di, 2 Sp, 5 JS, 3 MS) | 5 January 2018   | Oberhof            | Tyskland         | Sprint         |
| 67 | 2017–18 11 vinster (1 Di, 2 Sp, 5 JS, 3 MS) | 6 January 2018   | Oberhof            | Tyskland         | Jaktstart      |
| 68 | 2017–18 11 vinster (1 Di, 2 Sp, 5 JS, 3 MS) | 10 January 2018  | Ruhpolding         | Tyskland         | Distans        |
| 69 | 2017–18 11 vinster (1 Di, 2 Sp, 5 JS, 3 MS) | 21 January 2018  | Antholz-Anterselva | Italien          | Masstart       |
| 70 | 2017–18 11 vinster (1 Di, 2 Sp, 5 JS, 3 MS) | 12 February 2018 | Pyeongchang        | Sydkorea         | Jaktstart (OS) |
| 71 | 2017–18 11 vinster (1 Di, 2 Sp, 5 JS, 3 MS) | 18 February 2018 | Pyeongchang        | Sydkorea         | Masstart (OS)  |
| 72 | 2017–18 11 vinster (1 Di, 2 Sp, 5 JS, 3 MS) | 17 March 2018    | Holmenkollen       | Norge            | Jaktstart      |
| 73 | 2017–18 11 vinster (1 Di, 2 Sp, 5 JS, 3 MS) | 22 March 2018    | Tyumen             | Ryssland         | Sprint         |
| 74 | 2017–18 11 vinster (1 Di, 2 Sp, 5 JS, 3 MS) | 24 March 2018    | Tyumen             | Ryssland         | Jaktstart      |